# Barei
Barei (født 29. marts 1982) er en spansk sangerinde som deltog for Spanien i Eurovision Song Contest 2016 med sangen Say Yay! og fik en 22. plads.